# 氷山キヨテル
氷山 キヨテル（ひやま キヨテル）は、AH-Softwareより2009年12月4日に発売された音声合成・デスクトップミュージック（DTM）ソフトウェア、およびそのキャラクターとなっている架空の教員。ヤマハの開発した音声合成エンジン「VOCALOID2」を採用しており、パソコン上でメロディと歌詞を入力することで男声の歌声を合成することができる。

## 製品
「歌愛ユキ」、「SF-A2 開発コード miki」とともにAH-Softwareで最初のVOCALOID製品として発売された。氷山キヨテルは「ボカロ先生」と銘打った製品で、これはVOCALOIDの開発に初期から携わり、本製品のライブラリの音声の提供者となった歌手の比山貴咏史に対しての敬称としての意味と、同時発売の歌愛ユキが「ボカロ小学生」と銘打たれた製品であることに対応する意味から付けられた。それまでのVOCALOID開発の中で録り貯められたライブラリーと新規に録音した音声が使われており、それによって精度の高い歌声を再現、「成人男性ならではの、きれいな高音域と、渋い低音域を活かした癒し系の歌声を作ることができる」とされる。得意なテンポは60 - 160、得意な音域はC2 - G3。
音声提供者が比山貴咏史であることは発売時には伏せられていたが、2010年8月12日にニコニコ動画のインターネット生放送ニコニコ生放送の公式番組「あそビバーチェ　8月の宴」に比山がゲスト出演した際に公表された。
2015年10月29日にはVOCALOID4に対応した2種類の新音源「氷山キヨテル ナチュラル」「氷山キヨテル ロック」が発売された。2025年3月21日にはSynthesizer V 2版が発売された。

### キャラクター
本製品のパッケージにはスーツ姿で眼鏡をかけた男性のキャラクターイラストが用いられており、同時発売の歌愛ユキの担任という設定となっている。また、VOICEROIDの水奈瀬コウとは同僚という設定。ネクタイピンのデザインはヤマハのサイレントベース「SLB100」がモチーフ、メガネはZoffの「ZS92001A」を愛用、得意科目は算数。休日は5人組の社会人ロックバンド「アイスマウンテン」のボーカル「アイスマウンテン・テル」として活躍しているとされている。

## メディアミックス

### 主な音楽CD
氷山キヨテルが曲に使用されていることが明記された主なCD。
| タイトル                        | アーティスト | レーベル         | 発売日        |
| ------------------------------- | ------------ | ---------------- | ------------- |
| THE VOCALOID produced by Yamaha | オムニバス   | VOCALOID RECORDS | 2011年9月14日 |

### KarenTによる配信
以下は、クリプトン・フューチャー・メディアのレーベル「KarenT」により、iTunes Storeなどで、「氷山キヨテル」の名前が明記された楽曲を収録し販売されているアルバム。
| タイトル  | アーティスト | リリース日    |
| --------- | ------------ | ------------- |
| DISCLOSER | Re:nG        | 2011年6月13日 |

### 書籍
「悪ノ娘」シリーズ・「悪ノ大罪」シリーズ（著：悪ノP（mothy）、出版：PHP研究所）
mothy_悪ノPが手掛ける七つの大罪をモチーフにした「悪ノ大罪シリーズ」の各楽曲を原作として、ボカロ小説の先駆ともされる。小説においても氷山キヨテルをモチーフとする人物は各作品に登場するが、代表例は「キール=フリージス」や「セト＝トワイライト」である。両シリーズを併せて2010年から2017年に発売され、全12巻。
特に、上記セトは同人小説『原罪物語』の主要人物でもある関連から、両シリーズでの氷山キヨテルモチーフの人物は、異質な存在であったり「憤怒の悪魔」そのものとして登場することが多い。
＃アイスマ　〜ここに君がいないなら〜（作：天音愛理、出版：徳間書店）
氷山キヨテルが所属する社会人バンド「アイスマウンテン」を題材とした小説。2012年2月1日発売。キャラクターとして登場するほか、氷山キヨテルをボーカルに用いて作成されたタイアップ曲も発表されている。
桜ノ雨（原作・原案：halyosy、著：藤田遼、スタジオ・ハードデラックス、出版：PHP研究所）
halyosy（森晴義）が初音ミクを用いて発表した曲「桜ノ雨」の小説化。氷山キヨテルをモデルにしたキャラクター「輝」が登場する。2012年3月に発売。